# Sindrome di Cassandra

Ritratto di Cassandra, Evelyn De Morgan

La sindrome di Cassandra è ritenuta una patologia che porta a formulare sistematicamente profezie avverse circa il proprio o altrui futuro.
Ciò denota una tendenza psicologica maniacale che spesso denota depressione da parte del paziente. Il nome della patologia deriva dal mito di Cassandra.
Quella di Cassandra è una sindrome da fine del mondo tipica dei passaggi di crisi culturali. Come nella vicenda della mitica profetessa troiana condannata a non essere creduta, la previsione apocalittica esibisce anzitutto una singolare struttura prolettica: è la rivelazione stessa che, mentre annuncia la catastrofe, la rende ineluttabile per cause connesse, in definitiva, non al problema in sé ma ai modi della comunicazione e delle dinamiche dell'organizzazione sociale.
La sindrome di Cassandra contiene in sé complesse tendenze (auto/etero) colpevolizzanti, sullo schema della personalità corporativa e delle dinamiche vittimali del capro espiatorio e della sostituzione vicaria. Simile ad un eroe cosmico, il cui sentire esprime una sua misteriosa comunione con le più profonde energie collettive, la cassandra attira su di sé la punizione proponendosi come sostituto espiatorio a nome della collettività; fa leva sulle paure collettive e accentua i caratteri apocalittici della propria predicazione allo scopo di rendere più promettente l'offerta salvifica di sé.
Richiamando l'attenzione sulla propria persona, e distogliendola, in definitiva, dal problema incombente e da una possibile soluzione preventiva, la cassandra mitizza i contorni del problema stesso celandone le vere dimensioni storiche e politiche. Il complesso esita in una profonda frustrazione per l'incapacità di agire tempestivamente ed efficacemente: Cassandra finisce per distruggere se stessa; mentre trova conferma della propria ideologia di salvezza, provoca, proprio per questo, la catastrofe collettiva annunciata.

## Caratteristiche
Secondo la psicoanalista junghiana Laurie Layton Schapira, chi soffre di sindrome di Cassandra ha la tendenza a creare relazioni disfunzionali, in particolare con quello che ella definisce archetipo Apollo. L'archetipo Apollo crea legami che vertono sulla distanza emotiva. Anche i partner scelti, dunque, tenderanno a creare una serie di conferme alle profezie di Cassandra.